# Амангельди (Келеський район)
Амангельди́ (каз. Амангелді) — село у складі Келеського району Туркестанської області Казахстану. Входить до складу Біртілецького сільського округу.
Населення — 2266 осіб (2021; 1147 у 2009, 1122 у 1999, 1535 у 1989).